# Patrik Földeši
Patrik Földeši (* 15. června 1995 Nitra) je český herec původem ze Slovenska.
V roce 2018 vystudoval obor muzikálové herectví na Divadelní fakultě Janáčkovy akademie múzických umění. V témže roce nastoupil do angažmá Městského divadla Brno. 

## Role v Městském divadle Brno
- Portýr, Carlos – pasák, Manekýn 4., Číšník/Tanečník 4., Fred – právník, Prodavač 3., Bohatý člověk 2., Návštěvník opery 4. – Pretty Woman
- Muži – Devět křížů
- Rudolpho – Matilda
- Stíny, Cornelius – Hamlet aneb Hádala se duše s tělem
- Předkové Addamsovi – The Addams Family
- Bill, taxikář – Prachy!
- Voják, Komunista, Maćiek, Richard, Syn 1/Organizátor, Prodavač – Bílá Voda
- Muži 3 – BASTARD
- Muži v Eastwicku – swing – Čarodějky z Eastwicku